# Dinemoura
A Dinemoura az állkapcsilábas rákok (Maxillopoda) osztályának a Siphonostomatoida rendjébe, ezen belül a Pandaridae családjába tartozó nem.

## Tudnivalók
A Dinemoura-fajok tengeri élőlények, melyek élősködő életmódot folytatnak.

## Rendszerezés
A nembe az alábbi 4 faj tartozik:
- Dinemoura discrepans Cressey, 1967
- Dinemoura ferox (Krøyer, 1838)
- Dinemoura latifolia (Steenstrup & Lütken, 1861)
- Dinemoura producta (O.F. Muller, 1785) - típusfaj

A két alábbi faj meglehet, hogy nem ebbe a nembe tartozik:
- Dinemoura hamiltoni (Thomson G.M., 1890) (taxon inquirendum)
- Dinemoura mustelilaevis (Hesse, 1880) (taxon inquirendum)